# Heteromyias
Heteromyias és un gènere d'ocells de la família dels petròicids (Petroicidae) inclòs en els pit-roigs d'Australàsia.

## Taxonomia
El gènere va ser introduït pel zoòleg anglès Richard Bowdler Sharpe el 1879 amb la petroica capgrisa (Heteromyias cinereifrons) com a espècie tipus. El nom del gènere combina el grec antic «heteros» que significa “diferent” i el llatí modern «myias», “atrapamosques”.
Segons la Classificació del Congrés Ornitològic Internacional (versió 15.1, 2025) aquest gènere està format per tres espècies:
- Heteromyias albispecularis - petroica cendrosa.
- Heteromyias armiti - petroica de capell negre
- Heteromyias cinereifrons - petroica capgrisa.